# هیرواکی آندو
هیرواکی آندو (ژاپنی: 安藤 寛明؛ زادهٔ ۲۴ ژوئن ۱۹۸۶) یک بازیکن فوتبال اهل ژاپن است.
از باشگاه‌هایی که در آن بازی کرده‌است می‌توان به باشگاه فوتبال توکوشیما ورتیس اشاره کرد.